# Jovanovac (Aerodrom)
Jovanovac (em cirílico: Јовановац) é uma vila da Sérvia localizada no município de Aerodrom, pertencente ao distrito de Šumadija, na região de Šumadija. A sua população era de 1237 habitantes segundo o censo de 2011.

## Demografia
| 1948 | 1953 | 1961 | 1971 | 1981 | 1991 | 2002 | 2011 |
| ---- | ---- | ---- | ---- | ---- | ---- | ---- | ---- |
| 1059 | 1037 | 1027 | 951  | 1174 | 1241 | 1165 | 1237 |